# Estació de la Força Espacial de Cap Canaveral

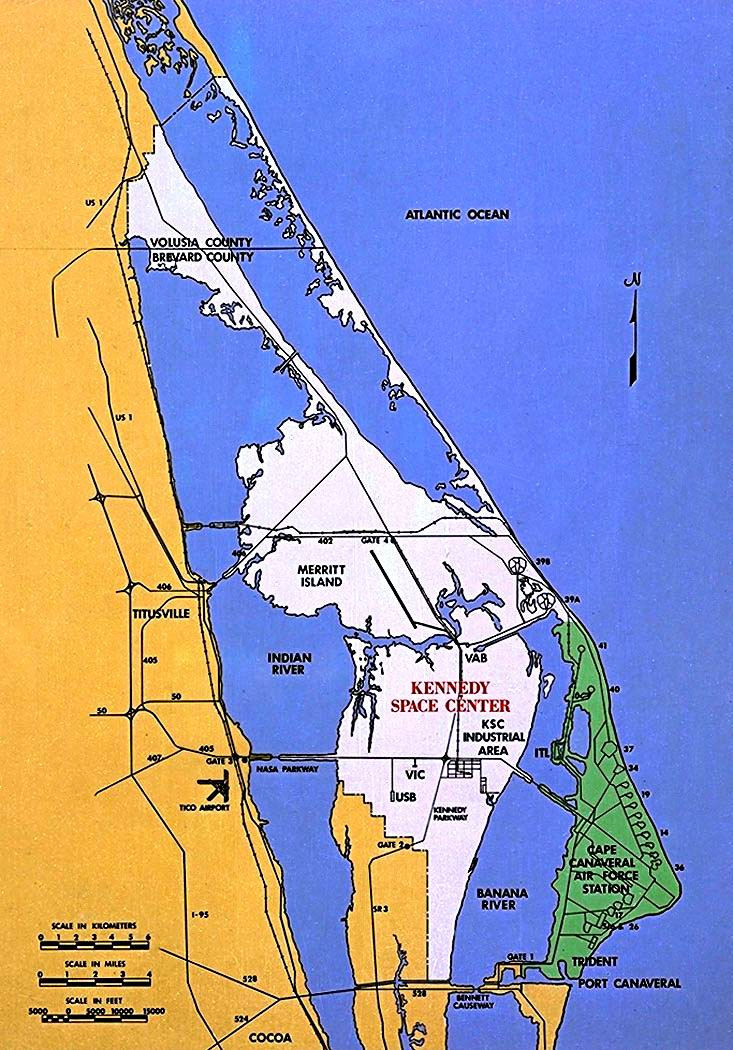
Estació de la Força Espacial de Cap Canaveral (en verd fosc).

L'Estació de la Força Espacial de Cap Canaveral (CCSFS, per les sigles en anglès Cape Canaveral Space Force Station) és una instal·lació de la 45.ª Ala Espacial (45 SW, de l'anglès Space Wing) de la Força Espacial dels Estats Units, amb seu a la próxima Base de la Força Espacial Patrick. Localitzada en Cap Canaveral a l'estat de Florida, la CCSFS és el principal lloc de llançament de míssils del rang est. La base Patrick proporciona les casernes generals i les funcions de suport per al 45 SW, així com un aeròdrom, lideratge logístic en l'aire i les funcions de suport complet pròpies d'una base de la força aèria. A més de les instal·lacions a la base Patrick, la CCSFS també té el seu propi aeròdrom separat, el Cape Canaveral AFS Skid Strip, que té una pista de 3 quilòmetres propera als complexos de llançament per a l'ús d'avions militars que portin les pesades i enormes càrregues útils fins al cap.
A més, la CCSFS està situada juntament amb el Centre espacial John F. Kennedy de la NASA a illa Merritt, amb les dues instal·lacions connectades per ponts i passos elevats.